# Luigi Efisio Marras
Efisio Luigi Marras (Cagliari, 2 agosto 1888 – Roma, 29 gennaio 1991) è stato un generale italiano che ricoprì le cariche di capo di Stato Maggiore dell'Esercito Italiano e di capo di Stato Maggiore della Difesa.

## Biografia

### Dalla nascita alla promozione a colonnello
Nato e cresciuto in Sardegna, Efisio Luigi Marras iniziò la propria carriera nel 1906 quando iniziò la sua formazione presso l'Accademia militare di Torino. Dopo la laurea, prestò servizio come ufficiale in vari reparti di artiglieria. Successivamente prese parte alla guerra italo-turca e si impegnò particolarmente nell'occupazione del Dodecaneso.
Durante la prima guerra mondiale combatté nei Balcani contro le truppe degli imperi centrali e dopo il conflitto mondiale rientrò in patria prendendo a lavorare presso il dipartimento delle operazioni dello Stato Maggiore italiano.
Dal 1926 venne impiegato nel reggimento d'artiglieria da campo di stanza a Livorno e nel contempo fu insegnante alla locale Accademia militare. Nel 1931 fu promosso colonnello e dal 1936 gli venne affidato il comando di un reggimento di artiglieria pesante.

### L'attività in Germania e le ultime vicende
Nel mese di ottobre del 1936, Marras venne prescelto al delicato compito di addetto militare a Berlino. In questa veste fu responsabile dell'area nord europea e dei rapporti con i Paesi Baltici. Marras, che divenne ben presto noto per la sua natura cortese, scrisse numerose relazioni anche sulla situazione degli armamenti tedeschi, riservando riguardo particolare per la Wehrmacht e sulla formazione del personale nelle accademie di guerra. Fece un quadro insolitamente accurato dello sforzo bellico tedesco in materia di formazione pratica e pragmatica ma anche sugli aspetti e le debolezze umane come orgoglio ed arroganza. Nel 1937, nella sua veste di addetto militare, concordò con i tedeschi l'invio del corpo di spedizione congiunto in Spagna.
Dal luglio al novembre del 1939 fu attivo a Roma ed in Libia per poi venire nuovamente trasferito a Berlino.
Dopo l'8 settembre 1943 venne promosso generale di corpo d'armata per poi venire internato in Germania. Il 31 marzo 1944 le autorità tedesche lo consegnarono ai fascisti della Repubblica di Salò nell'Italia settentrionale e da allora toccò punti di prigionia a Verona, Gavi ed infine ad Alessandria, ma nell'agosto di quello stesso anno riuscì a fuggire in Svizzera.
Dal maggio 1945 fu a guida del Comando Militare Territoriale di Milano e dal 1º dicembre 1947 divenne capo di Stato Maggiore. Nel 1948 trattò con gli americani le condizioni militari per l'ingresso dell'Italia nell'Alleanza atlantica. Sotto la sua direzione verrà costituita la rete italiana di Stay behind in cui troverà posto Gladio.
Dal 2 dicembre 1950 fu capo di Stato Maggiore della Difesa, contribuendo in maniera significativa alla ricostruzione dell'Esercito Italiano nel dopoguerra.
Il 15 aprile 1954 si ritirò dal servizio attivo per poi spegnersi a Roma nel 1991.